# 崇雒乡
崇雒乡，是中华人民共和国福建省南平市建阳区下辖的一个乡镇级行政单位。

## 行政区划
崇雒乡下辖以下地区：
崇雒村、横源村、上社村、上洋村、后畲村和右巨村。